# Hemipolygona bonnieae
Hemipolygona bonnieae is een slakkensoort uit de familie van de Fasciolariidae. De wetenschappelijke naam van de soort is voor het eerst geldig gepubliceerd in 1985 door Smythe.